# أيض البايريميدين
يحدث الاصطناع الحيوي للبايريميدينات في الجسم عن طريق الاصطناع العضوي.

## هدم البايريميدينات
يتم هدم البايريميدنات بشكل كامل (أي تحطيمها) إلى CO2, وH2O واليوريا. يمكن تحطيم السايتوسين إلى يوراسيل, والذي يمكن تحطيمه أيضا إلى N-كاربامويل-β-ألانين, وبعد ذلك إلى بيتا-ألانين, والCO2, و الأمونيا بوساطة إنزيم البيتا-يوريدوبروبيونيز. يتم تحطيم الثايمين إلى β-أمينوآيزوبيوتيرات والتي يمكن تحطيمها أيضا إلى نواتج وسطية والتي أخيرا تتجه إلى دورة حمض الستريك.
يعمل الβ-أمينوآيزوبيوتيرات كمؤشر تقريبي لمعدل تحول الDNA (الحمض النووي الريبوزي منقوص الأكسجين).

## علم المعالجة الدوائية
هناك استخدامات علاجية لعملية تعديل أيض البايريميدينات.
تستخدم مثبطات اصطناع البايريميدينات في التهاب المفاصل الروماتويدي النشط المعتدل إلى الشديد وفي التهاب المفصل في الصدفية. تشمل الأمثلة الليفلونوميد والتيريفلونوميد.